# Tobias Weger
Tobias Weger (* 1968 in München) ist ein deutscher Historiker und Übersetzer.

## Leben und Wirken
Tobias Weger machte von 1987 bis 1991 eine Ausbildung zum Übersetzer für Englisch und Französisch am Sprachen & Dolmetscher Institut München. Von 1991 bis 1997 studierte er an der Ludwig-Maximilians-Universität München Neuere und Neueste Geschichte, Mittelalterliche Geschichte und deutsche und vergleichende Volkskunde. Anschließend wurde er im Stadtarchiv München Wissenschaftlicher Angestellter in der Abteilung für jüdische Stadtgeschichte. Von 2002 bis 2004 war er Kulturreferent für Schlesien am Schlesischen Museum zu Görlitz. Anschließend war er Wissenschaftlicher Angestellter am Bundesinstitut für Kultur und Geschichte der Deutschen im östlichen Europa. 2005 wurde er an der Carl von Ossietzky Universität Oldenburg mit einer Arbeit über Sudetendeutsche Organisationen in den Jahren 1945 bis 1955 zum Dr. phil. promoviert. 2015 habilitierte er sich an der Universität Oldenburg und erhielt die Venia legendi für Osteuropäische Geschichte und Neuere und Neueste Geschichte. 2016 hielt er seine Antrittsvorlesung. 2018 wurde er wissenschaftlicher Mitarbeiter am Institut für deutsche Kultur und Geschichte Südosteuropas an der LMU München.
Tobias Weger beschäftigt sich vor allem mit der Geschichte und kultur- und staatspolitischen Problemen von Zentraleuropa und Südosteuropa, mit der Wissenschaftsgeschichte der Südostforschung, mit Kirchen- und Religionsgeschichte, mit Migrationsgeschichte, Mythen- und Symbolgeschichte und allgemeinen theoretischen Fragen wie historische Stereotypenforschung. Er übersetzt aus dem Englischen und insbesondere für seine Arbeiten zu Südosteuropa aus dem Polnischen und aus dem Tschechischen.
Tobias Weger ist Mitglied der „Association for Slavic, East European, and Eurasian Studies“, der German Studies Association, des Johann Gottfried Herder-Forschungsrates, der Kommission „Kulturelle Kontexte des östlichen Europa“ (vorher „Kommission für deutsche und osteuropäische Volkskunde“) der Deutschen Gesellschaft für Volkskunde und des Stiftungsrates der Brücke/Most-Stiftung in Dresden. Er gehört zu den Herausgebern der Zeitschrift Kirchliche Zeitgeschichte. Internationale Zeitschrift für Theologie und Geschichtswissenschaft.

## Schriften
- mit Konrad Bauer, Fritz Scherer: Geschichte der Gemeinde Olching. Olching, Esting, Geiselbullach, Grasslfing. Bayerland, Dachau 1994, ISBN 978-3-89251-184-7.
- Nationalsozialistischer „Fremdarbeitereinsatz“ in einer bayerischen Gemeinde 1939–1945. Das Beispiel Olching (Landkreis Fürstenfeldbruck) (= Münchner Studien zur neueren und neuesten Geschichte. Band 20). Lang, Frankfurt am Main u. a. 1998, ISBN 978-3-631-32909-2.
- mit Andreas Heusler: „Kristallnacht“. Gewalt gegen die Münchner Juden im November 1938. Buchendorfer, München 1998, ISBN 978-3-927984-86-8.
- Auf stillen Wegen zwischen Spree und Bober. Ein kulturgeschichtlicher Fahrradführer. Schlesisches Museum, Görlitz 2004, ISBN 978-83-88049-73-6.
- „Volkstumskampf“ ohne Ende? Sudetendeutsche Organisationen, 1945–1955. Dissertation. Universität Oldenburg 2005, Lang, Frankfurt am Main u. a. 2008, ISBN 978-3-631-57104-0.
- Kleine Geschichte Prags. Pustet, Regensburg 2011, ISBN 978-3-7917-2329-7.
- mit Konrad Gündisch: Kaschau–Košice. Eine kleine Stadtgeschichte. Pustet, Regensburg 2013, ISBN 978-3-7917-2479-9.
- Pilsen–Plzeň. Kleine Stadtgeschichte. Pustet, Regensburg 2015, ISBN 978-3-7917-2656-4.
- Großschlesisch? Großfriesisch? Großdeutsch! Ethnonationalismus in Schlesien und in Friesland, 1918–1945. Habilitationsschrift. Universität Oldenburg 2015. De Gruyter, Berlin 2017, ISBN 978-3-11-046098-8.

Herausgeberschaft
- mit Marek Czapliński, Hans Joachim Hahn: Schlesische Erinnerungsorte. Gedächtnis und Identität einer mitteleuropäischen Region. Neisse, Görlitz 2005, ISBN 978-3-934-03833-2.
- mit Joachim Tauber: Archivführer zur Geschichte des Memelgebiets und der deutsch-litauischen Beziehungen. Bearbeitet von Christian Gahlbeck und Vacys Vaivada. Oldenbourg, München 2006, ISBN 978-3-486-57902-4.
- Grenzüberschreitende Biographien zwischen Ost- und Mitteleuropa. Wirkung–Interaktion–Rezeption. Konferenzschrift. Lang, Frankfurt am Main u. a. 2009, ISBN 978-3-631-58554-2.
- mit Edmund Dmitrów: Deutschlands östliche Nachbarschaften. Eine Sammlung von historischen Essays für Hans Henning Hahn. Lang, Frankfurt am Main u. a. 2009, ISBN 978-3-631-57860-5.
- mit Beate Störtkuhl, Jens Stüben: Aufbruch und Krise. Das östliche Europa und die Deutschen nach dem Ersten Weltkrieg. Oldenbourg, München 2010, ISBN 978-3-486-59797-4.
- mit Heinke M. Kalinke, Klaus Roth: Esskultur und kulturelle Identität. Ethnologische Nahrungsforschung im östlichen Europa. Oldenbourg, München 2010, ISBN 978-3-486-59233-7.
- mit Anna Mańko-Matysiak, Eef Overgaauw: Das deutsche Kulturerbe in Schlesien. Fragen und Perspektiven. Oldenbourg, München 2013, ISBN 978-3-486-75425-4.
- mit Andrew Demshuk: Cultural landscapes. Transatlantische Perspektiven auf Wirkungen und Auswirkungen deutscher Kultur und Geschichte im östlichen Europa. Konferenzschrift.  De Gruyter Oldenbourg, München 2015, ISBN 978-3-486-75426-1.
- mit Andrea Strübind: Jan Hus – 600 Jahre erste Reformation. Konferenzschrift. De Gruyter Oldenbourg, München 2015, ISBN 978-3-11-044361-5.
- mit Johanna Brade: Kunst zur Kriegszeit 1914–1918. Künstler aus Schlesien zwischen Hurrapatriotismus und Friedenssehnsucht. Konferenzschrift. Oettel, Görlitz 2005, ISBN 978-3-944560-16-8.

Tobias Weger veröffentlichte über 100 Fachartikel und Buchbeiträge sowie Rezensionen in deutschen, österreichischen, französischen, polnischen und US-amerikanischen Zeitschriften.